# Cardedu
Cardedu (sardisk: Cardèdu) er en by og en kommune (comune) i provinsen Nuoro i regionen Sardinien i Italien. Byen ligger i 19 meters højde og har 1.909 indbyggere (2016). Kommunen har et areal på 33,39 km² og grænser til kommunerne Bari Sardo, Gairo, Jerzu, Lanusei, Osini og Tertenia.